# Костинская (Кировская область)
Костинская — деревня в Подосиновском районе Кировской области. Входит в состав Подосиновского городского поселения. 

## География
Расположена на расстоянии менее 5 км на юго-восток по прямой от центра района поселка Подосиновец на правом берегу реки Пушма.

## История
Известна с 1727 года как деревня Тимонино с 4 дворами, в 1859 году здесь (Тимонино или Костининское) дворов 20 и жителей 141, в 1950 (уже Костинское) 52 и 166, в 1989 30 жителей. 

## Население
Постоянное население составляло 10 человек (русские 100%) в 2002 году, 6 в 2010.